# 권병덕
권병덕(權秉悳, 1868년 4월 25일 ~ 1944년 9월 15일)은 한국의 독립운동가이다. 3,1운동 때 민족대표 33인중 한 명으로 서명했다. 아호는 우운(又雲)이며 자(字)는 윤좌(潤佐)이다. 천도교 도호(道號)는 청암(淸菴), 정암(貞菴)이다.

## 생애
충청북도 청원군 산내면 용곡리 (청주시 상당구 미원면 용곡리(양골))에서 부친 안동 권씨 권문영(權文永)과 모친 신문화(申文嬅)의 아들로 출생했다. 권병덕의 고향은 모친 고령 신 씨 집성촌이다. 고령 신씨는 고려시대로부터 조선시대말엽에 이르기까지 명문 귀족으로서 명맥을 이어왔다. 권병덕은 본가인 경북 상주군에 6세에 가서서 종숙인 권승영에게 한문 기초를 익히고 8세에 청주군 산내면 용골리(본동) 외척 신장록(申將綠)의 집으로 와서 외척형인 신철모(申徹模).신혜모(申惠模)와 함께 이름난 유학자 유도관(柳道貫)으로부터 유년기 한문을 수학했다. 

### 동학농민혁명
1882년 15세의 나이로 원주 원세화의 장녀와 결혼하였으며, 1884년 상주군 화령면 학평리로 옮겨 잠시 신혼 생활을 하였다. 1885년 자신을 가르치던 임규호로부터 수운 최제우가 창시한 동학에 입도할 것을 제의받았으나 거절하였다. 이후 동학의 경전인 <동경대전>과 <용담유사>를 읽고 동학의 교리에 공감하여 그해 4월 27일 동학에 입도하였다. 1886년 상주군 화서면 전성촌에 기거하던 동학 2세 교주 해월 최시형을 찾아가 가르침을 받았다.
1887년 부친의 명에 따라 과거에 응시했으나 급제하지는 못하였다. 이 당시 권병덕은 조선조에서 명문 거족 이었던 고령 신씨 외가를 중심으로 충청과 경상도 두곳에 포교한 사람이 200여 명에 이르러, 최시형으로부터 청주 접주에 임명되었다. 충청북도 보은군 장내리에 동학의 중앙본부 역할을 한 육임소가 설치될 때 중정(中正)이라는 중책을 맡기도 했다. 1889년 강원도 인제군에서 최시형을 호종 하기도 했다.
1892년 외가가 있던 산내면 용곡리에서 최시형을 모시면서 동학교도 신원을 위한 복합상소문을 작성 하여  2월 11일 한양 조정에 복합상소를 하였다.  
1893년 3월 보은 집회에 참가한 권병덕은 충경포 대접주 임규호 위하의 차접주에 임명되었다.
1894년 전라도 고부군 접주였던 전봉준 등의 조선 조정에 항거하는 봉기가 빌미가 되어 조선에서 청일전쟁이 일어나자 내륙의 교통 요충지였던  산내면의 용곡리에 동학본부를 설치했으며 청일 전쟁에서 승리한 일군에 의한 민간인 살육을 목도한 최시형과 권병덕은 9월 17일 동학도 총기포령을 내리고 나서 청주 목 산내면과 지경을 마주하는 곳으로서 전라도와 경상도 지역인들이 한양을 오고 가는 길이 합수 되는 교통 중심지인 보은에 집결한 4만 여명의 의병은 10월 20일 최초의 의병 전쟁을 하였다, 이를 시작으로 12월 초 공주와 부여 사이의 우금치에서 약 10만 여명의 의병 전쟁을 치르게 되었다, 
동학농민운동 때는 외척 신혜모(申惠模).신원록(申元綠).신명록(申命綠)등 보은의 동학 교도 3만여 명을 이끌고 참가했다가 패퇴했다.
1896년 최시형의 명을 받아 전희순과 함께 경남 일대의 접을 순회하고 교인을 독려하였다.
1898년 3월 최시형이 원주 송골에게 체포되어 서울로 압솔될 때까지 그는 강원도 원주등지에서 김연국과 함께 최시형을 보필하였다. 최시형이 순도하자 이후 김연국을 보필하며 교인들을 격려하였다.
1901년 김연국이 체포되자 사형을 면하도록 활동하면서 김연국의 석방을 도왔다. 1905년 말 김연국으로부터 정암(貞菴)이라는 도호를 받았다. 1906년 그는 김연국, 김낙철, 원용일 등과 함께 단발을 하고 손병희를 찾아가 천도교의 문명개화운동에 참여하겠다는 의사를 밝히고, 천도교 간부로서 교회 정비와 교세 신장을 위해 활동하였다. 2월 천도교 대정의 원직을 받고 이문관 서적원에 임명되었다. 5월에는 천도교에서 실업을 장려하기 위하여 조직했던 상업사 발기에도 참여하였다.
1907년 7월 16일 천주가 되었으며, 9월 5일 현기사장에 임명되었다. 10월 전라도 순독에 임명되어 전라도 지역의 교인과 교구를 관리하며 교당을 건축하기 위한 자금을 모집하였다.

### 시천교
1912년 천도교 내부에 갈등이 일어나 이용구, 김연국의 시천교가 창설되었을 때 여기에 합류하여 시천교 종무장을 지냈다. 시천교에서는 소년입지회와 부인회를 조직하여 일반인 교화에 힘쓰는 한편, 시천교 교인의 지침서인 <교인필지>를 저술 간행하기도 하였다. 또한 1907년 12월 1일 사립중앙학교를 인수하고 교장에 취임하였다. 1910년 10월에는 박형채 등 시천교인 50명과 함께 태인군(현 정읍시)에 농산조합을 설립하여 농민의 삶을 개선하고자 하였다. 1913년 송병준의 교권 장악과 독단적 운영에 반발하여 시천교 간부직을 사임하고 낙향하였다. 그러나 5월 시천교 총부의 신도사에 임명되어 1914년 <시의종경>을 편찬하였다. 이 무렵 시천교 총부가 서도교인파와 남도교인파로 분열되자 내분끝에 1915년 4월 시천교에 출교 당하였다. 이후 권병덕은 중앙시천교회본부를 개교하여 독자노선을 걸으며 시천교의 한 지파의 수장이 되었다.

### 천도교 활동가
그러나 1916년 손병희의 권유를 받고, 참회식을 거쳐 다시 천도교로 돌아왔다. 휘하의 이근상, 손필규, 박준관, 김기태 등 30여명의 지도자와 교인들이 함께 천도교로 돌아왔다. 1917년 9월 장석승례, 1918년 도사에 임명되어 천도교 중앙총부의 중요 사항을 결정하고, 교인 교화와 교세 신장을 위해 노력하였다. 천도교 복귀후 전제관장, 이문과장대리, 금융관장, 보문관장 등을 역임하였다. 

#### 소파 방정환과의 인연
소파 방정환이 천도교에서 소년운동 활동가로 일할 때에 권병덕 선생은 성실함과 똑똑함을 눈여겨보고, 손병희 선생이 셋째 따님인 손용화 여사의 사위를 고를 때에 손병희 선생에게 방정환 청년을 권했다고 한다. 손용화 여사에 따르면, 중매가 들어오자 천도교 신자와 결혼을 하도록 해야겠다고 생각한 손병희 선생에게 권병덕 선생이 천도교 신자가 추천한 인물이 곧 소개한 인물이 소파 방정환 선생이었다. 손병희 선생은 소파의 마른 체형을 보고 마음에 들어하지 않았지만, "사람은 똑똑하나 어릴 적에 너무 굶주려서 마른 것이니 잘 먹으면 괜찮을 것입니다."라고 설득하고, 부지런함, 앞으로 무엇을 하겠다는 생각, 지도력 등의 장점들을 말하여 손병희 선생이 소파를 사위로 들였다고 한다. 
권병덕 선생을 천도교 활동가로 영입할 정도로 깊이 신임한 손병희 선생인터라 권병덕 선생의 말씀을 듣고 사위로 소파를 정한 것이었다. 당시 방정환은 19세, 손용화 여사는 17세였고, 1917년 음력 4월 초파일(의암 선생의 생신)이었다. 
소파 방정환을 의암의 사위로 추천한 일은 소파의 인생에 긍정적인 영향을 준 일이다. 몰락한 상인의 집안이라 빈곤에 허덕이던 소파가 장인장모의 배려를 받아 유광렬이 "나와 토지조사국에 다닐 때에는 바싹 말랐더니, 몸에 살이 찌고 비대해졌으며"라고 기억할 정도로 건강해졌고, 보성전문학교 곧 고려대학교에서 공부를 해나갔기 때문이다. 처가의 배려로 삶이 안정되자, 소파는 청춘 잡지에 단편소설과 수필(소파 방정환 수필 선집(지식을 만드는 지식 펴냄)을 참고하라.)을 투고하는 등 작가로 활동했으므로, 소파가 아동문학가로 자라는 흙을 권병덕 선생이 만들어주신 셈이다.

### 3. 1혁명에 민족대표로 참여하다
1919년 3·1 운동에 민족대표 33인 중 한 명으로 참가했으며, 체포되어 징역 2년형을 선고받아 복역했다. 1910년 경술국치 당시 친일 성향인 시천교의 핵심인물로 활동하였기 때문에 한일병탄에 반대하지 않았으나, 천도교에 귀의한 뒤에는 생각이 바뀐 것으로 진술하였다.
1920년 2월 서대문 감옥에서 마포 경성감옥으로 이감되었으며, 그물짜는 노력을 하며 옥고를 치렀다. 1921년 11월 4일 만기출옥하였다.
문: 피고는 조선독립이 될 줄로 아는가.
답: 나는 원래 시천교 교인이라 한일합병에 반대하지 않았으나 천도교로 돌아와서부터 반대하였기 때문에 기회만 있으면 (독립운동을) 하려고 한다.— 1919년 3월 20일, 서대문감옥에서

출옥 직후 오지형, 최동희 등이 교권파를 비판하며 천도교 혁신운동을 추진하자 임례환, 나인협 등과 함께 이를 지지하였다. 1922년 3월 천도교의 구파와 신파간 분쟁이 있을 때 분쟁 조정에도 관여하였으나, 그해말 천도교에서 탈퇴하였다.

### 수운교 개교
1924년 11월 10일 권병덕은 서대인 인근에서 수운교 개교식을 열었다. 수운교는 동학의 교조인 최제우가 이상룡이라는 자로 환생한 사람이며, 이를 교주로 하는 새로운 종교단체였다. 당시 동아일보 보도에 따르면 권병덕은 서대문 안 영성문 옆에서 약방을 경영하며 생활한 것으로 보인다.

### 천도교 구파에 활동함
1928년 2월 15일 신간회 대구지회에서 개최한 신간회 1주년 기념식에 참석하였다. 신간회가 해체된 1931년 이후 6.10만세 운동과 신간회 운동을 추진한 천도교 구파에 가입하였다. 1932년 12월 23일 천도교 4세 교주로 박인호가 취임하였는데, 이때 권병덕은 심계원장으로 임명되었다.

### 저술활동
1930년 이후 역사서 집필에 매진하여 <조선총사>, <이조전란사>, <궁중비사>를 출간하였다. <조선총사>는 일제 침략에 항거한 의열투쟁의 역사를 담은 역사서였다. 1943년 7월 13일 서울 신설동 309번지 12호 자택에서 76세를 일기로 별세하였다. 영결식은 7월 15일 오후 2시반 경운동 천도교당에서 거행되었다.

## 사후
- 대한민국 정부는 그의 공훈을 기려 1962년 건국훈장 대통령장을 추서하였다.
- 충북 청주의 삼일공원에 동상이 설치되었다.

## 저서
- 역사에 관심이 많아 《조선총사(朝鮮總史)》, 《이조전란사(李朝戰亂史)》 등을 저술했다.

## 같이 보기
- 독립유공자로 대통령장을 수여받은 사람

## 참고자료
- 권병덕 : 독립유공자 공훈록 - 국가보훈처